# 함평천
함평천(咸平川)은 전라남도 영광군 군남면 대덕리 금산(304.4 m)에서 발원하는 하천으로 영산강의 제1지류이다.함평의 3대 국가하천(영산강, 고막원천, 함평천으로 신광우체국, 전남신광초등학교의 서쪽을 지나며, 가덕리에 대동저수지가 있다. 대동저수지의 서쪽에는 함평자연생태공원이 있으며 매년 이곳에서 대한민국 국향대전이 열린다. 대동저수지부터 대동천 합류점까지 구간은 지방하천으로 분류된다. 함평자연생태공원의 대동저수지 부분에는 후토스 1기의 촬영장이 있다. 대동저수지 수문을 지나면 평지가 보이는데, 한가운데에 대동천이 합류하면서 국가하천으로 바뀐다. 점차 남하해 함평읍으로 들어오는데 함평읍내의 동쪽을 흐른다.
매년 5월이 되면 함평엑스포공원에서는 함평나비축제가 개최되며, 2008년에는 엑스포를 개최하였다. 계속 남쪽으로 흐르면서 학교면 사거리, 학교리를 지나 남쪽으로 향하면서 함평군 끝자락의 동강교 앞에서 영산강과 합류한다.

## 지류
지류로는 신광천, 대동천, 학교천, 엄다천, 무안천이 있다.

## 대한민국 국향대전
2004년부터 함평군 함평읍에 위치한 수변공원에서 개최하였으나, 2006년부터 함평자연생태공원에서 개최되고 있다. 매년 10월 하순에서 11월 중순 사이에 열린다.

## 함평나비축제
1999년부터 함평읍의 엑스포공원에서 매년 4월 하순부터 5월 초순 사이에 열린다. 함평군에서 나비를 함평의 대명사로 만들기 위해 1999년부터 축제를 하고 있다. 함평군의 이름을 알리는 데 기여했으며 함평군의 브랜드를 나비로 인식하는 데 큰 역할을 했다. 2008년에는 이곳에서 함평세계 나비 · 곤충 엑스포가 2008년 4월 18일부터 6월 1일까지 열렸다.